# 北山古洋樓
古寧頭北山古洋樓，是位於中華民國福建省金門縣金寧鄉的一棟宅第，2019年10月2日指定為金門縣縣定古蹟。

## 沿革
古寧頭北山古洋樓是由李金魚、李炎芽、李天祝三兄弟在菲律賓馬尼拉經營椰子貿易後返鄉興建的雙落大厝。二落大厝建於1920年代末期，並於1932-1933年集資興建左側的護龍疊樓。根據時序推論，室內彩繪於1937年完成。不久之後，由於日軍佔領金門，李金魚兄弟為逃避壓迫而返回菲律賓僑居地，僅有母親莊言和李天祝的妻子堅持留守洋樓，再次後，洋樓曾由本警察作為駐在所使用。
國共戰爭期間，洋樓曾被共軍佔領作為北山共軍臨時指揮所使用。並成為1949年古寧頭戰役期間的重要歷史場所。在此之後洋樓長期被國軍佔用，直到告終後才歸還給李家後代作為農具和糧倉使用，二樓在1970年至1980年間曾被李家親屬使用，1986年，赵万富接任金門防衛司令官，並在建築旁樹立「北山村巷戰紀念誌」碑記述古寧頭戰役歷史。
自建築在1980年代閒置後，2002年洋樓地上權交給金門國家公園管理處。即使在2006年完成修復工程，洋樓由於其重要性和安全問題，長期閒置至今未開放利用。
2015年，北山古洋樓被登錄為歷史建築，2016年9月二落大厝被招租為青年旅館，成為金門第一棟的古厝背包客棧，然而洋樓仍然閒置不用。在2019年文化局執行修復及再利用計畫期間，北山古洋樓被指定為縣定古蹟。

## 建築風格
北山古洋樓被視為南洋僑匯影響金門傳統建築逐漸轉型為洋樓的案例。建築群由二落大厝和左護龍疊樓組成。其中二落大厝採用傳統的硬山擱檩承重牆系統，前落採用傳統閩南式的雙坡屋架結構，共七根樑，使用榻受作法；後落則採用傳統閩南式的雙坡屋架結構，共九根樑，頂部是磚坪屋頂。二落大厝的明間下部使用花崗石平鋪，上部則是內部磚牆外抹灰；次間正立面的外牆上部使用斗子磚砌，下部使用傳統的磉仔石平鋪；正立面的柱上部使用煙炙磚砌，下部使用花崗石。左右側立面和背立面的下部使用傳統的磉仔石平鋪，上部是內部磚牆外抹灰；正立面裝飾著「福祿禎祥」四字泥塑。
左護龍疊樓則為二層洋樓，建築結構採用硬山擱檁承重牆系統搭配簡易鋼筋混凝土系統建造，疊樓的第一間房和最後一間屋頂使用鋼筋混凝土仿傳統磚坪屋頂，中段採用閩南式的雙坡屋架結構，有五根樑；洋樓的牆基使用了六到七紋花崗石，牆身為磚牆，側立面則有各種窗楣造形、花瓶欄杆、薔薇等泥塑裝飾。
室內格局部分，二落大厝沿著中軸線由入口往內依次為榻受、前廳、向寮、深井、巷頭、後廳、壽堂後和房間。深井兩側是攑頭。立面上的榻受壁堵採用磚牆並抹灰，後落的鏡面牆上有對聯，上方則是連續的卍字紋彩繪。
左護龍疊樓一樓樓梯間左側設有四個開放間，牆體使用磚造並直接支撐著二樓的樓板荷重。二樓中央的三個開放間採用左右穿闘式的棟架，與左右的牆體和背牆共同承擔著屋頂的荷重。其中二樓的木構棟架直接立於一樓的承重分隔牆上，二樓前檐牆使用木屏門製作。二樓的樓板是由木樑跨越左右的承重牆形成，再在木樑上鋪上望板、望磚和尺磚地坪；疊樓中唯一存留的二樓三開間屋頂採用硬山脊造，脊頭是曲脊。疊樓的正立面部分的牆面上貼著馬約利卡磁磚（Majolica Tile）。室內彩繪則主要以山水風景和水族為主題，其中可見到一些具有時代意義的圖案，例如輪船、汽車和長堤等。
受到戰爭影響，洋樓後落大厝的牆壁和洋樓左側的外牆仍清晰可見當時激烈的巷戰遺留下的槍彈孔。牆體內還留有彈頭等金屬物件。當前由於二落大厝改裝青年旅館，內部則設有套房、宿舍房等設施。

## 外部連結
- 北山古洋樓 - 金門觀光旅遊網 （页面存档备份，存于）
- 北山古洋樓 - 金門國家公園 （页面存档备份，存于）
- 北山古洋樓背包客棧– 歡迎入住金門歷史特色背包客棧 （页面存档备份，存于）